# Стрічкарка тополева
Стрічкар тополевий (Limenitis populi) — вид лускокрилих комах з родини сонцевиків (Nymphalidae).

## Морфологічні ознаки
Розмах крил — 64-85 мм. Крила бурі, у самців — з фіолетовим вилиском, з серпоподібними жовтогорячими плямами перед облямівкою, передні крила з великими білими плямами, на задніх — біла перев'язка, особливо розвинута у самиць. Нижній бік крил іржаво-жовтий з сіро-синьою облямівкою біля внутрішнього краю задніх крил і з поперечною смугою такого ж забарвлення.

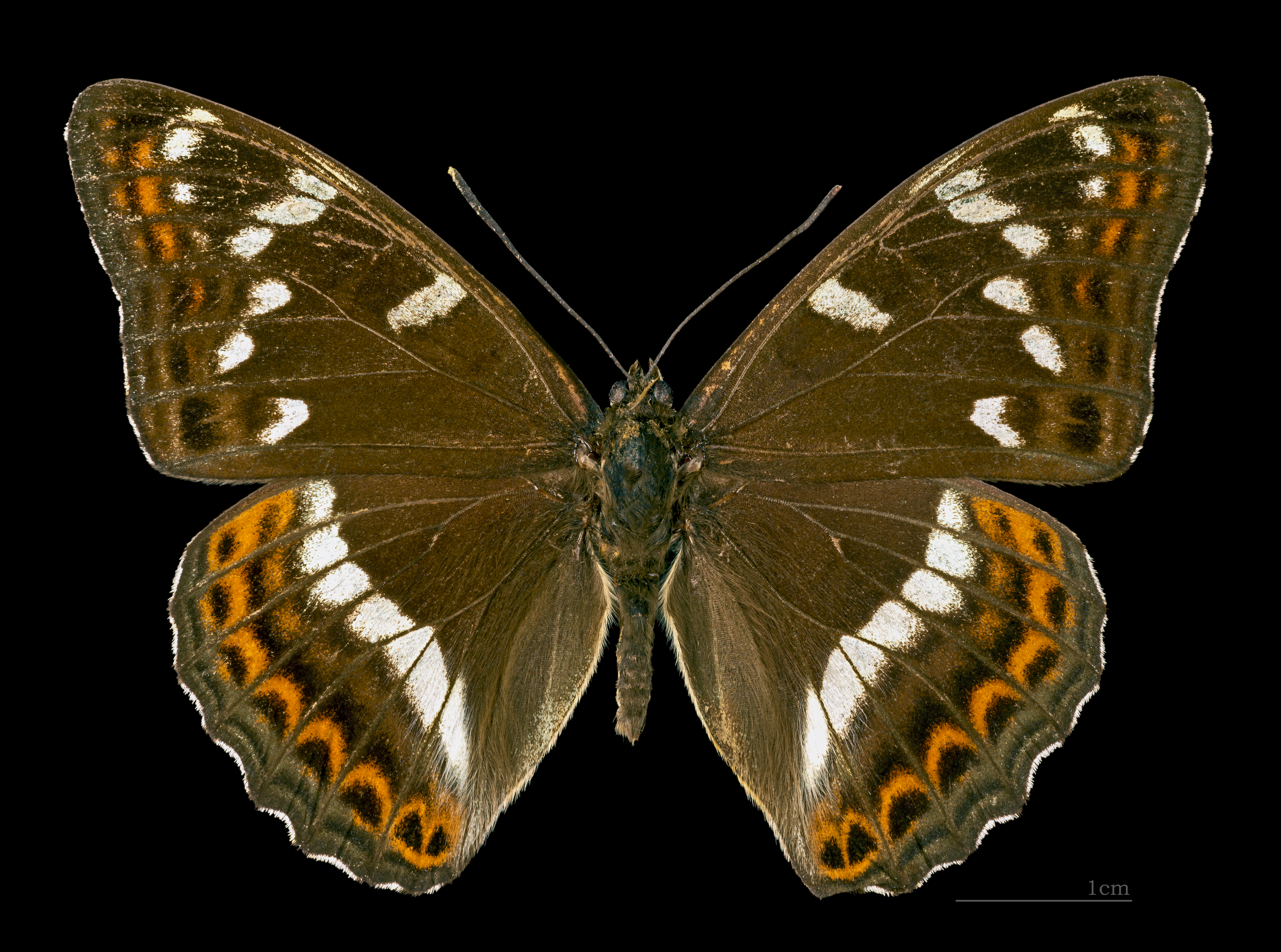
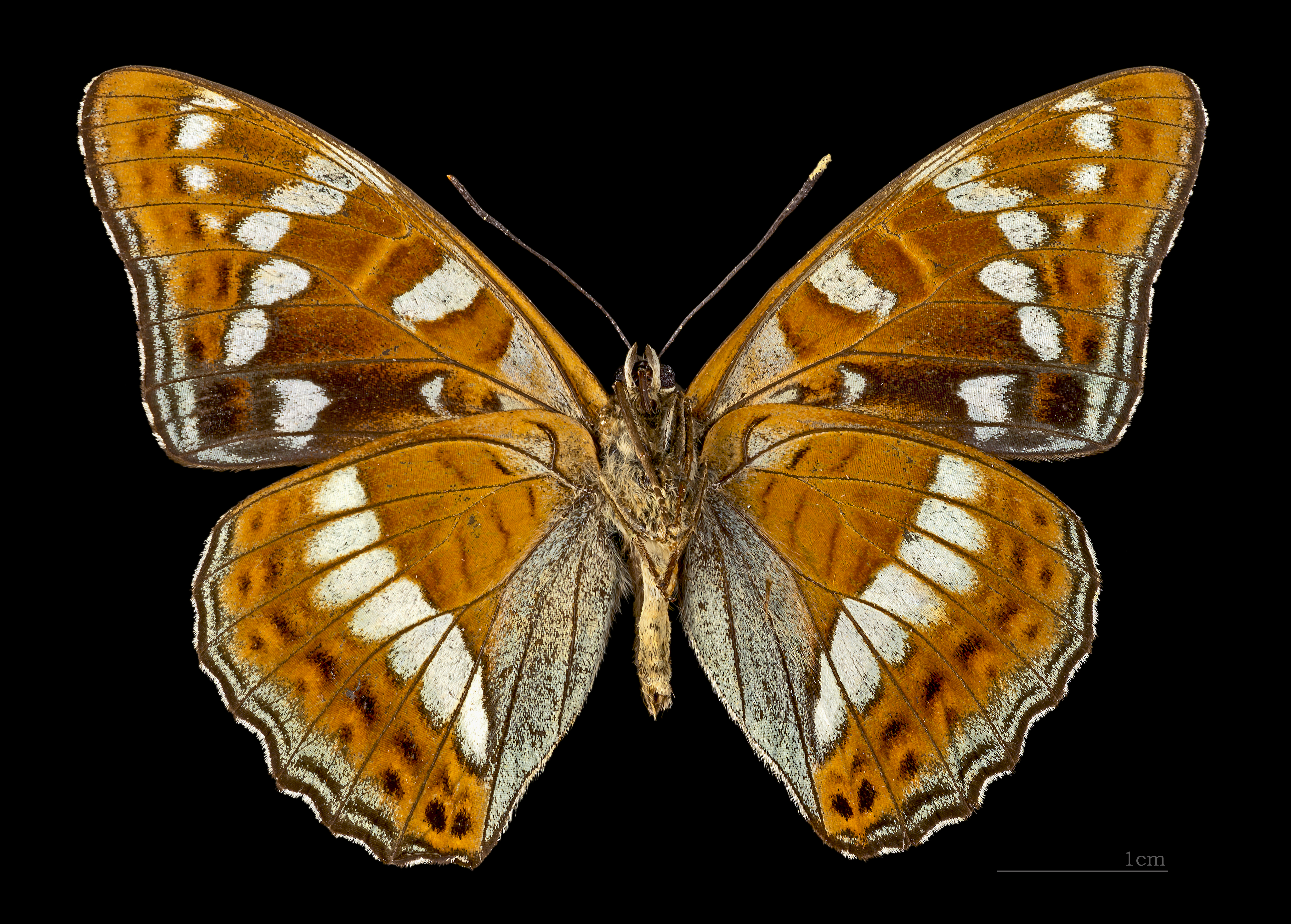

## Поширення
Лісова зона помірних широт Євразії.
В Україні зустрічається переважно в зоні мішаних лісів Правобережжя, у Карпатах та Закарпатті, подекуди у Лісостепу та лісах степової зони.

## Особливості біології
Трапляється на добре прогрітих сонцем лісових ділянках (узбіччя доріг, просіки, береги водойм, вирубки з поростю осики тощо). Локальний. Дає 1 генерацію на рік. Літ метеликів починається наприкінці травня і триває до середини липня. Вранці метелики трапляються на поверхні ґрунту, на свіжому гною, кізяках і гнилих плодах, у спеку — на водопої у вогких місцях, особливо на лісових дорогах, після полудня — у кронах дерев. Самиця відкладає яйця по одному на поверхню листя осики. Гусінь може живитися також листям осокора. Зимує гусінь II віку в сигароподібному коконі на гілках, заляльковується навесні. Лялечка прикріплена до поверхні листка павутинням.

## Загрози та охорона
Загрози: руйнування або перетворення місць перебування виду (зміна породної структури лісів та густоти деревного покриву, знищення осики як малоцінної деревної породи), хімічна обробка лісу.
Вид занесено до Європейського червоного списку. Охороняється на багатьох заповідних територіях західної України, зокрема у Карпатському БЗ. Доцільним є створення ентомологічних заказників у місцях перебування виду. Слід обмежити застосування пестицидів у лісах.